# Szindh divízió
Szindh divíziónak nevezték Brit India közigazgatási egységét, amely Szindh területét foglalta magába.

## Történelem
A területet Brit India bekebelezte 1843-ban, és 1847-ben a Bombeji ügynökséghez csatolta. A brit seregeket Charles Napier vezérőrnagy vezette az első angol-afgán háború után, és azzal az ürüggyel avatkozott be a helyi uralkodók viszályába, hogy elnyomja a szindi uralkodók zendülését, akik ellenségesek voltak a Brit birodalommal szemben. Napier hadjárata a helyi uralkodók ellen két győztes csatában csúcsosodott ki, nevezetesen a miani csatában és a hiderábádi csatában.
A brit gyarmatosítás alapvető változásokat hozott a régió fejlődésébe. Először is megszakadt a 712 óta tartó folyamatos muszlim uralom. Azzal, hogy Szindhet a Bombeji elnökséghez csatolták, véget vetettek Szindh Indiától való földrajzi, kulturális és politikai elszigeteltségének. A hinduk azelőtt semmilyen földet nem birtokolhattak a térségben és hamarosan a divízió 40-60%-át szerezték meg. 1931-ben a lakosság 73%-a volt muszlim és 26%-a hindu.
A britek támogatták a szindi nyelvű irodalmat és írásbeliséget. 1851-ben egy rendeletben kötelezővé tették a szindi nyelv használatát a hivatalokban a perzsa helyett.
Az infrastruktúrát is kiépítették, utakat építtettek, városokat modernizáltak, kórházakat, iskolákat hoztak létre, kiépítették a vasúthálózatot és villamosáramot vezettek be a településekre. Hogy biztosítsák a nagyobb élelmiszerhozamot öntözőrendszereket építtettek. Mindezek az intézkedések jólétet biztosítottak a lakosságnak. 
A Szindh divízió 1936. április 1-én levált a Bombeji elnökségről, és az 1935-ős India kormányáról szóló törvény 289. pontja értelmében Szindh tartománnyá alakult.

## Lásd még
- Szindh történelme

## Fordítás
Ez a szócikk részben vagy egészben  a   Sind Division című angol Wikipédia-szócikk fordításán alapul.  Az eredeti cikk szerkesztőit annak laptörténete sorolja fel. Ez a jelzés csupán a megfogalmazás eredetét és a szerzői jogokat jelzi, nem szolgál a cikkben szereplő információk forrásmegjelöléseként.